# Чон У Йон
Чон У Йон  (кор. 정 우영, 14 грудня 1989) — південнокорейський футболіст, півзахисник клубу «Віссел» (Кобе).

## Клубна кар'єра
Народився 14 грудня 1989 року в місті Ульсан. Вихованець університету Кьон Хі. Першим професійним клубом Чон У Йона став японський «Кіото Санга», що виступав у другому дивізіоні. Півзахисник дебютував у команді 5 березня 2011 року в матчі проти «Міто Холліхок», замінивши на 65-й хвилині зустрічі Тайсуке Накамуру. Загалом за перший клуб провів два сезони, взявши участь у 64 матчах чемпіонату.
У січні 2013 року Чон перейшов на правах оренди в клуб Джей-ліги «Джубіло Івата». 2 березня 2013 року захисник вперше зіграв за новий клуб у матчі проти «Нагоя Грампус») і віддав гольовий пас на Хірокі Ямаду. У новій команді провів один сезон, зігравши у 13 матчах, а його команда вилетіла з вищого дивізіону.
У січні 2014 року Чон перейшов в клуб «Віссел Кобе». Відіграв за команду з Кобе наступні два сезони своєї ігрової кар'єри. У січні 2016 року він перейшов в китайський клуб «Чунцін Ліфань», за який виступав два сезони, після чого повернувся у «Віссел Кобе».

## Виступи за збірні
2012 року захищав кольори олімпійської збірної Південної Кореї на футбольному турнірі Олімпійських ігор 2012 року у Лондоні. На турнірі зіграв 1 матч (півфінал проти Бразилії) і завоював разом із командою бронзові медалі.
2015 року дебютував в офіційних матчах у складі національної збірної Південної Кореї.
У складі збірної був учасником чемпіонату світу 2018 року у Росії.

## Досягнення

### Клубні
- Чемпіон Катару (3): 2018-19, 2020-21, 2021-22
- Володар Кубка Еміра Катару (2): 2020, 2021
- Володар Кубка наслідного принца Катару (2): 2020, 2021
- Володар Кубка шейха Яссіма (1): 2019
- Володар Кубка зірок Катару (1): 2019-20

### Збірні
- Бронзовий олімпійський призер: 2012
- Володар Кубка Східної Азії: 2015,  2017